# Dovyalis hebecarpa
Dovyalis hebecarpa är en videväxtart som först beskrevs av Gardn., och fick sitt nu gällande namn av Otto Warburg. Dovyalis hebecarpa ingår i släktet Dovyalis och familjen videväxter. Inga underarter finns listade i Catalogue of Life.